# Стабилизационный фонд Российской Федерации
Стабилизационный фонд (СФ России) — специальный государственный фонд Российской Федерации, созданный в 2004 году и использовавшийся в целях стабилизации экономики. С 2008 года разделён на два фонда, которые в 2018 году были вновь объединены в Фонд национального благосостояния.
Стабилизационный фонд выполнял следующие функции:
- являлся встроенным стабилизатором (наряду с такими общеизвестными и общеупотребительными, как прогрессивный налог и пособие по безработице);
- обеспечивал дополнительную устойчивость государственным финансам;
- мог служить источником финансирования инвестиционных программ, обеспечивающих снижение бюджетных расходов будущих периодов.

По сути, это были финансовые активы, которыми напрямую распоряжалось правительство, а не Федеральное Собрание посредством бюджета.
Стабилизационный фонд РФ был создан 1 января 2004 года. С 1 февраля 2008 года стабилизационный фонд был разделён на две части: больший (изначально 80 % средств) Резервный фонд (2560 млрд руб. — по состоянию на 01.08.2016*, израсходован и закрыт с 1 января 2018) и меньший Фонд национального благосостояния (4 842 млрд руб. на 01.08.2016). Общий объём средств, которые будут зачисляться на счёт нефтегазового трансферта, установлен бюджетным законодательством и привязан к размеру валового внутреннего продукта (ВВП): на 2008 год — 6,1 % ВВП, на 2009 год — 5,5 %, на 2010 год — 4,5 %, а после 2010 года данный объём фиксируется в размере 3,7 % ВВП. 1 января 2018 года Резервный фонд был ликвидирован и присоединен к Фонду национального благосостояния, который таким образом является преемником Стабфонда.

## Законодательная основа
Порядок формирования и использования стабилизационного фонда первоначально регулировался главой 13.1 «Стабилизационный фонд Российской Федерации» Бюджетного кодекса РФ. С 1 января 2008 года данный раздел утратил силу, и вместо него кодекс был дополнен главой 13.2 «Использование нефтегазовых доходов федерального бюджета».

## Управление средствами Фонда
Прежде всего, необходимо провести чёткую границу между управлением средствами Стабфонда и их использованием. Исходя из предназначения Фонда — служить стратегическим финансовым резервом страны, основными задачами управления являются защита его средств от обесценивания и обеспечение их высокой ликвидности. Обеспечение же высокой доходности от размещения средств, как правило, связано с большим риском, что входит в противоречие с изначальной функцией Фонда. Согласно постановлению Правительства, Минфин может управлять средствами Фонда двумя способами (как каждым в отдельности, так и одновременно):
- путём приобретения за счёт средств Фонда иностранной валюты в долларах США, евро и фунтах стерлингов Соединённого королевства и её размещения на счетах по учёту средств Стабфонда в иностранной валюте в Банке России. За пользование средствами ЦБ уплачивает проценты, установленные договором банковского счёта;
- путём приобретения за счёт средств Фонда долговых обязательств иностранных государств.

Перечень государств и требования к их долговым обязательствам определяет Правительство, а Минфин разрабатывает нормативную валютную структуру средств Фонда, нормативы минимального и максимального сроков до погашения выпусков долговых обязательств, порядок расчёта и зачисления процентов и порядок взаимодействия с Федеральным казначейством при проведении операций. 24 июля 2006 года начался процесс перевода всех средств Фонда в иностранную валюту и 16 октября 2006 года этот процесс был завершён. С тех пор средства размещаются на валютных счетах ЦБ по мере их поступления. В настоящее время (актуальность — май 2007 года) средства Фонда размещаются согласно следующей валютной структуре: доллар и евро — по 45 %, фунт — 10 %. Срок до погашения долговых обязательств на день их приобретения (день формирования портфеля) находится в диапазоне, ограниченном следующими сроками (в годах): 0,25 — 3. ЦБ ежегодно уплачивает проценты, эквивалентные доходности портфелей, сформированных из долговых обязательств (к ним отнесены ценные бумаги правительств США, Великобритании и некоторых стран ЕС).

## Динамика изменений
Создан 1 января 2004 года, ликвидирован 1 февраля 2008 года путем разделения на Резервный фонд и Фонд национального благосостояния.
| Дата       | в миллиардах долларов США | в миллиардах рублей |
| ---------- | ------------------------- | ------------------- |
| 01.05.2004 | 5,9                       | 171,3               |
| 01.06.2004 | 6,8                       | 198,7               |
| 01.07.2004 | 7,9                       | 229,1               |
| 01.08.2004 | 9,2                       | 267,4               |
| 01.09.2004 | 10,5                      | 305,9               |
| 01.10.2004 | 12                        | 349,7               |
| 01.11.2004 | 16,1                      | 462                 |
| 01.12.2004 | 16,5                      | 462,6               |
| 01.01.2005 | 18,8                      | 522,3               |
| 01.02.2005 | 23,1                      | 647,2               |
| 01.03.2005 | 25,6                      | 707,5               |
| 01.04.2005 | 27,6                      | 768,5               |
| 01.05.2005 | 30,8                      | 858                 |
| 01.06.2005 | 33,8                      | 954,5               |
| 01.07.2005 | 21,6                      | 617,9               |
| 01.08.2005 | 25,2                      | 721                 |
| 01.09.2005 | 29,2                      | 832,1               |
| 01.10.2005 | 33,7                      | 960,7               |
| 01.11.2005 | 38,3                      | 1 094,5             |
| 01.12.2005 | 42,9                      | 1 236,5             |
| 01.01.2006 | 43,1                      | 1 237,0             |
| 01.02.2006 | 52                        | 1 459,0             |
| 01.03.2006 | 55,8                      | 1 562,6             |
| 01.04.2006 | 60,6                      | 1 677,4             |
| 01.05.2006 | 66,1                      | 1 800,0             |
| 01.06.2006 | 71,4                      | 1 929,0             |
| 01.07.2006 | 76,9                      | 2 066,8             |
| 01.08.2006 | 82,14                     | 2 207,33            |
| 01.09.2006 | 64,73                     | 1 730,64            |
| 01.10.2006 | 70,73                     | 1 894,09            |
| 01.11.2006 | 76,62                     | 2 049,30            |
| 01.12.2006 | 83,21                     | 2 189,52            |
| 01.01.2007 | 89,13                     | 2 346,92            |
| 01.02.2007 | 99,77                     | 2 647,21            |
| 01.03.2007 | 103,55                    | 2 708,85            |
| 01.04.2007 | 108,11                    | 2 812,21            |
| 01.05.2007 | 113,7                     | 2 920,50            |
| 01.06.2007 | 116,85                    | 3 026,68            |
| 01.07.2007 | 121,68                    | 3 141,35            |
| 01.08.2007 | 127,48                    | 3 263,56            |
| 01.09.2007 | 132,91                    | 3 409,07            |
| 01.10.2007 | 141,05                    | 3 519,09            |
| 01.11.2007 | 147,6                     | 3 649,25            |
| 01.12.2007 | 144,43                    | 3 517,05            |
| 01.01.2008 | 156,81                    | 3 849,11            |

В конце 2004-го размер средств Фонда превысил уровень в 500 млрд рублей, и на следующий год часть суммы превышения была направлена на выплату внешнего долга и покрытие дефицита Пенсионного фонда в следующих объёмах:
- 93,5 млрд рублей (эквивалент 3,3 млрд долларов США) было направлено на погашение долга перед Международным валютным фондом;
- 430,1 млрд рублей (эквивалент 15 млрд долларов США) — на погашение долга перед странами-членами Парижского клуба;
- 123,8 млрд рублей (эквивалент 4,3 млрд долларов США) — на погашение долга перед Внешэкономбанком по кредитам, предоставленным Министерству финансов Российской Федерации в 1998—1999 годах для погашения и обслуживания государственного внешнего долга Российской Федерации;
- 30 млрд рублей (эквивалент 1,04 млрд долларов США) направлено на покрытие дефицита Пенсионного фонда Российской Федерации.

В 2006-м на схожие цели было потрачено 605 млрд, а в 2007 году — 12 млрд рублей.
На момент разделения фонда на 1 февраля 2008 года фонд составлял 3 852 млрд рублей.
За период с 24 июля 2006 года (дата начала инвестирования средств стабфонда) по 15 декабря 2007 года общий доход от инвестирования составил 174,78 млрд руб. (за год с 15 декабря 2006 года по 15 декабря 2007 года — 151,89 млрд руб.). Доходность от инвестирования в долларах США составила за год 10,94 % годовых, в рублях — около 5 %.

## Критика
Любопытно, что в Постановлении правительства «О порядке управления средствами Стабилизационного Фонда РФ» от 21 апреля 2006 г. N 229, страны, в ценные бумаги правительств которых Минфин может вкладывать денежные средства, расположены в алфавитном порядке, но согласно английскому алфавиту.

«долговые обязательства в форме ценных бумаг правительств Австрии, Бельгии, Финляндии, Франции, Германии, Греции, Ирландии, Италии, Люксембурга, Нидерландов, Португалии, Испании, Великобритании и США, номинированные в долларах США, евро и английских фунтах стерлингов»

Этот факт дал основания оппозиции говорить о том, что закон о размещении средств стабфонда писался изначально на английском языке.
Поводом для критики является также низкая эффективность вложений средств Стабфонда. В мае 2006 года думская фракция «Родина» (Народная воля — СЕПР) предложила отправить в отставку глав Минфина Алексея Кудрина и МЭРТ Германа Грефа в связи с «неэффективным управлением» Стабилизационным фондом России.

«По нашему мнению и многочисленным оценкам независимых экспертов, эффективность управления средствами Стабилизационного фонда России находится на крайне низком уровне. За два последних года потери денежных средств фонда составили около 133 млрд рублей, что соизмеримо с объёмом годового финансирования системы образования в 2005 году»

Приводимый некоторыми экономистами аргумент о необходимости вложения средств стабфонда в зарубежные активы для снижения инфляции критикуется оппозиционными экономистами по следующим основаниям:
- для снижения инфляции в первую очередь необходимо развитие конкуренции, в то время как текущая государственная политика ведет к увеличению роли государства и не способствует снижению монополизации;
- ставки по вложениям в государственные облигации других стран, в первую очередь в США, существенно ниже ставок кредитов, привлекаемых государственными компаниями (Газпром, Роснефть и др.), таким образом, объём денег в экономике России не уменьшается, при этом увеличивается объём расходов на уплату процентов.